# Bitwa pod Biełopolem

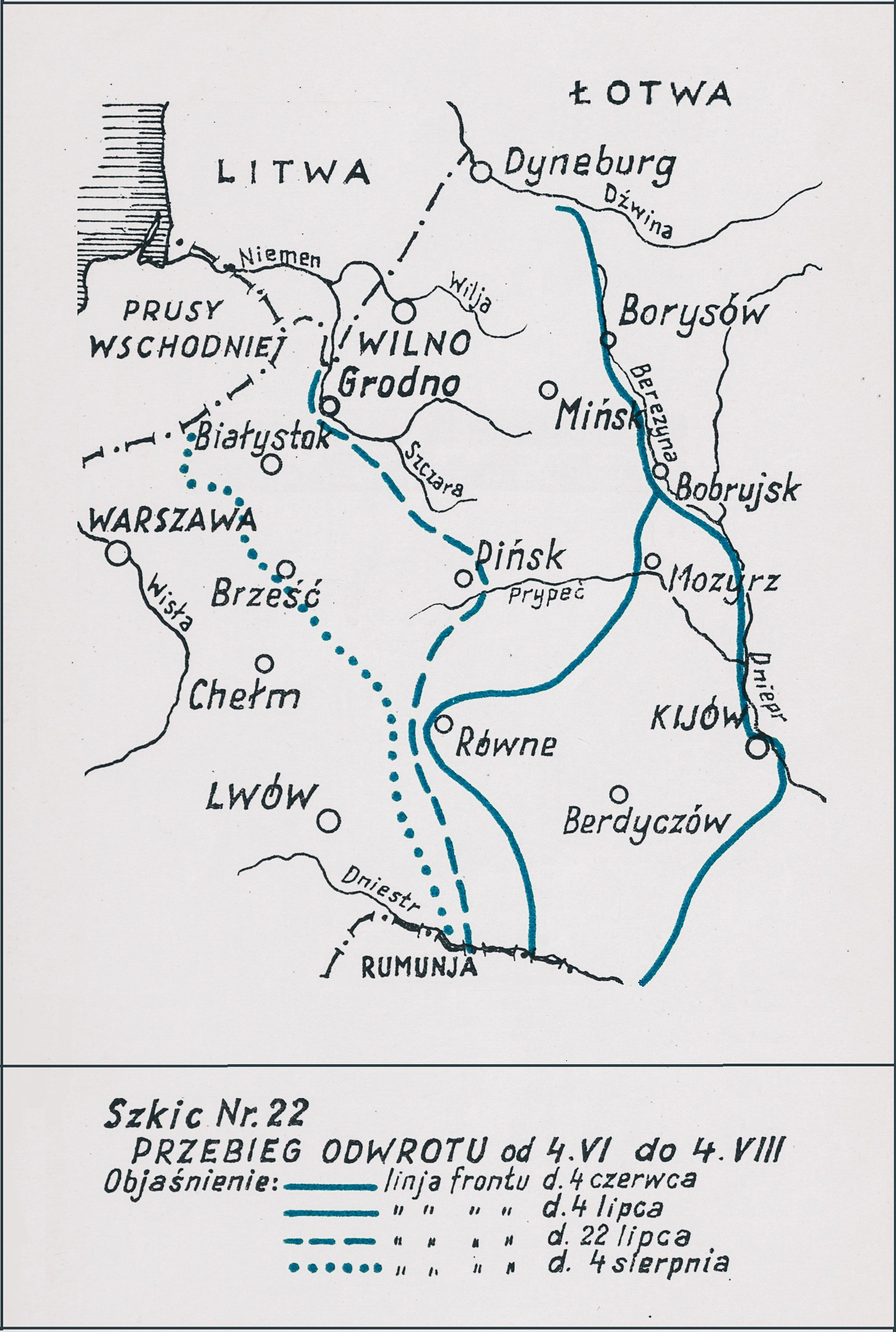
Adam Przybylski,
Wojna polska 1918–1921

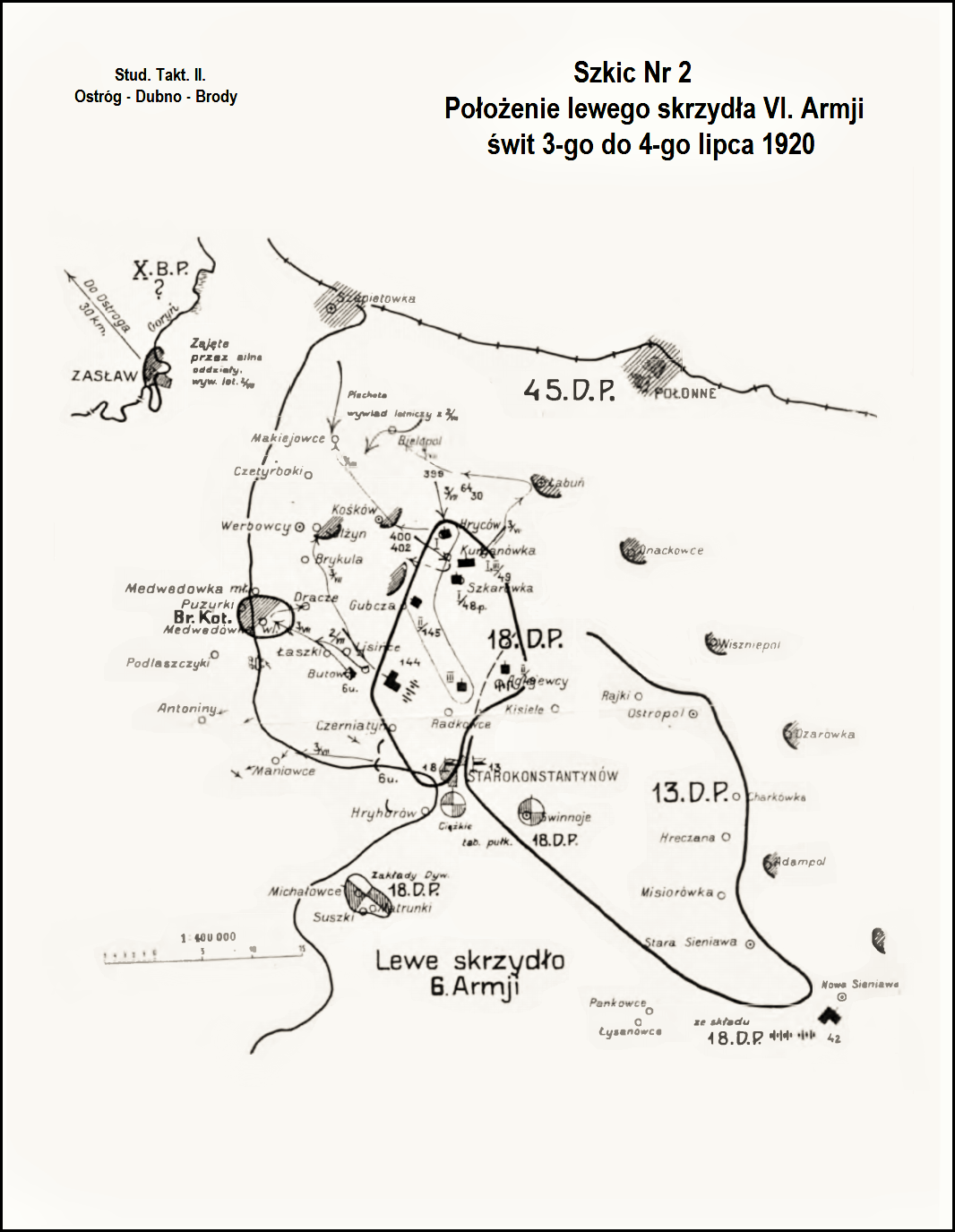
Franciszek Arciszewski, Ostróg – Dubno – Brody. Walki 18 Dywizji Piechoty z konną armją Budiennego

Bitwa pod Biełopolem – walki polskiego 145 pułku piechoty mjr. Karola Steinbacha z sowiecką 45 Dywizją Strzelców toczone w okresie ofensywy Frontu Południowo-Zachodniego w czasie wojny polsko-bolszewickiej.

## Sytuacja ogólna
26 maja na Ukrainie wojska sowieckiego Frontu Południowo-Zachodniego przeszły do ofensywy, a już 5 czerwca trzy dywizje sowieckiej 1 Armii Konnej Siemiona Budionnego przełamały trwale polski front na odcinku obrony grupy gen. Jana Sawickiego.
10 czerwca odwrót spod Kijowa w kierunku na Korosteń rozpoczęła polska 3 Armia, 16 czerwca dotarła do Uszy, a 22 czerwca większość sił posiadała już na Uborci. W ostatnich dniach czerwca poszczególne związki operacyjne Frontu Ukraińskiego, dowodzonego już przez gen. Edwarda Rydza-Śmigłego, ugrupowane były w następujący sposób: Armia Ukraińska gen. Michajła Omelianowicza-Pawlenki skupiona była nad Dniestrem, w kierunku granicy z Rumunią, 6 Armia gen. Wacława Iwaszkiewicza-Rudoszańskiego zajmowała odcinek frontu Dniestr–Chmielnik–Lubar, nowo sformowana 2 Armia gen. Kazimierza Raszewskiego znajdowała się na linii rzek Słucz i Horyń, a 3 Armia gen. Edwarda Rydza-Śmigłego rozlokowana była nad Uborcią.
27 czerwca 1 Armia Konna przełamała polską obronę na Słuczy na południe od Zwiahla, na odcinku bronionym przez I Brygadę Piechoty (rez.). Kawaleria Budionnego wdarła się w lukę między lewym skrzydłem 6 Armii a grupą gen. Leona Berbeckiego z 2 Armii. 28 czerwca padł Korzec, a 3 Dywizja Piechoty Legionów wycofała się za Horyń. 29 czerwca dowództwo polskiego Frontu Ukraińskiego przygotowało plan uderzenia na sowiecką 1 Armię Konną. Uderzyć miały jednocześnie 1. i 3 Dywizja Piechoty Legionów oraz 6 Dywizja Piechoty. Szczególne zadanie otrzymała 18 Dywizja Piechoty gen. Franciszka Krajowskiego. Miała ona doścignąć jazdę Budionnego i związać ją walką. Polski plan pobicia 1 Armii Konnej pod Korcem nie powiódł się i 2 lipca strona polska zaniechała działań ofensywnych w tym rejonie.
Szykując się do pościgu za 1 Armią Konną, gen. Franciszek Krajowski koncentrował pułki swojej 18 Dywizji Piechoty w rejonie Starokonstantynowa.

## Walki pod Biełopolem
Wobec przełamania frontu polskiego nad Słuczą, dowódca 6 Armii nakazał grupie gen. Franciszka Krajowskiego przywrócić łączność swojej armii z sąsiednią 2 Armią. 2 lipca grupa ruszyła na Zasław i Michnów. Kolumna gen. Mieczysława Lindego kierowała się na Zasław. Jej zadaniem było uderzenie na tyły i skrzydło skoncentrowanych tam oddziałów nieprzyjaciela. Ubezpieczenie boczne kolumny stanowiły dwa bataliony 145 pułku piechoty mjr. Karola Steinbacha, które to nocą 4 lipca dotarły do Biełopola. Tam zauważono długą kolumnę czerwonoarmistów, kierujących się na południe.
Polskie bataliony natychmiast rozwinęły się do walki i z odległości 300 m otworzyły ogień. Zaskoczenie było tak wielkie, że przeciwnik porzucił broń, tabory i rozproszył się w terenie. Oddział mjr. Steinbacha zatrzymał się w Biełopolu na odpoczynek. Nad ranem kawaleria 45 Dywizji Strzelców zaatakowała miejscowość. Atak został skutecznie odparty.

## Bilans walk
Grupa ubezpieczenia w składzie I i III/145 pułku piechoty dzięki zdecydowanemu działaniu odniosła sukces w walce. Zdobyto osiem dział, kilkanaście ckm-ów, tabor i wzięto do niewoli kilkudziesięciu jeńców.